# ル・パン (ロワール＝アトランティック県)
ル・パン （Le Pin）は、フランス、ペイ・ド・ラ・ロワール地域圏、ロワール＝アトランティック県のコミューン。
コミューンの歴史はアンジューと歴史的なブルターニュとの間に分かれている。中世に森を開墾して修道士たちが村をつくったため、初期からル・パンは農村であった。今も農業が優勢である。コミューンは19世紀後半から20世紀後半にかけてゆっくりと人口減少が進んだ。21世紀初頭には人口増加があった。

## 地理

県内におけるル・パンの位置

ル・パンはシャトーブリアンの南東20キロメートルに位置する。アンジェの北西47キロメートル、ナントの北東51キロメートル、レンヌの南東70キロメートルのところにある。
コミューンの地形は緩やかな丘陵である。村は丘の上にある。
村の北側をドン川が流れ、東から西へ向かいヴィレーヌ川に注ぐ。南側ではマンディ川が西から東へ流れ、エルドル川に注ぐ。ブール池は村の1キロメートル先にある。

## 由来
ル・パンの名はおそらく、中世に最初に開墾した場所にあった目立つ針葉樹（コニファー）か、古代の松林からきている。
地元で話されるオイル語の一種ガロ語ではLe Peinである。

## 歴史

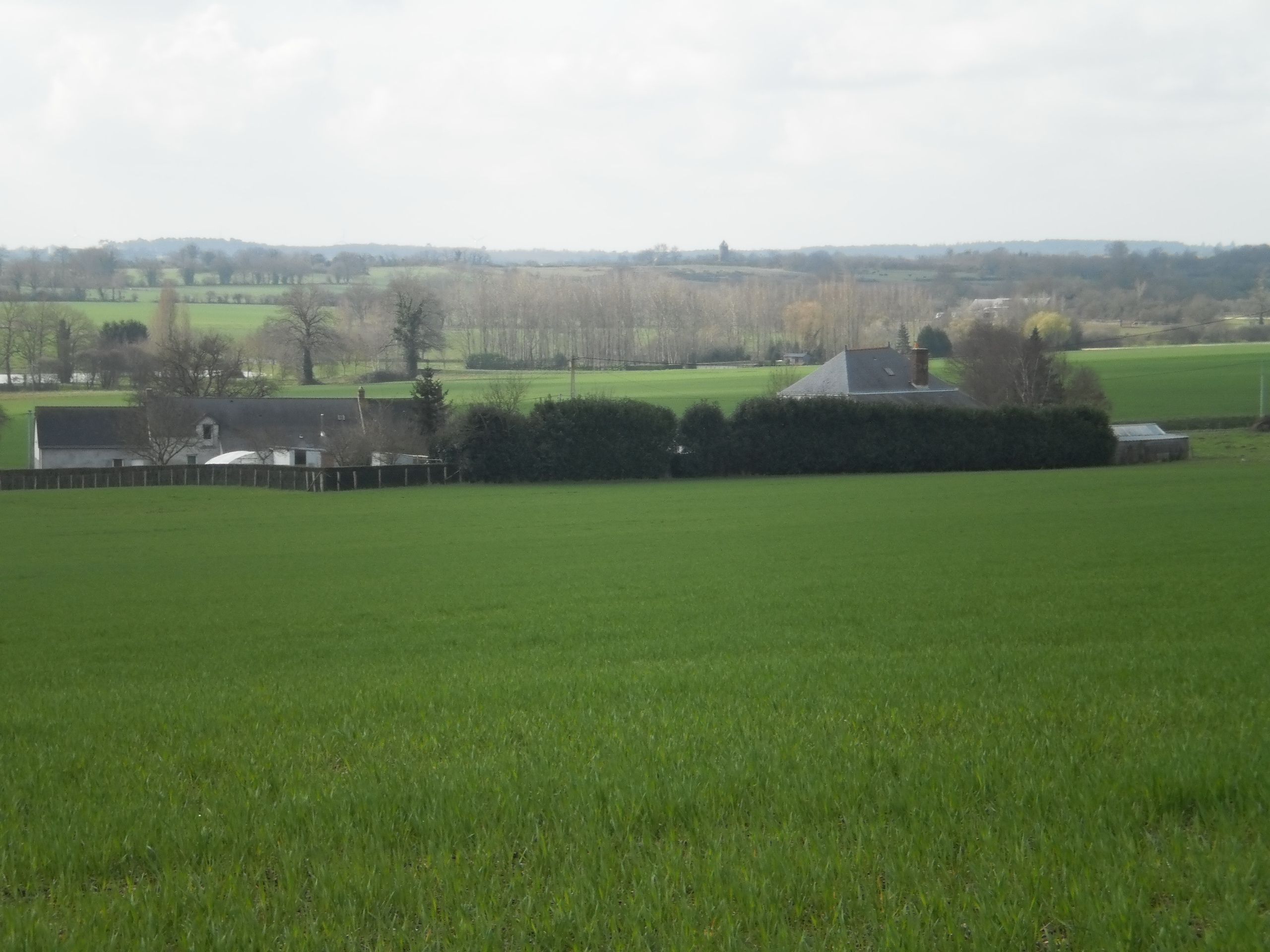
農村地帯

切り出された石器が、マンディ川近く、ル・パンのロシュマントリュ集落で発見されている。そのうちの1つは、紀元前7000年から紀元前2000年前の斧である。ロシュマントリュ集落ではメンヒルも見つかっている。
伝説によると、西フランク王シャルル2世に勝ったブルターニュ支配者ノミノエは、シャン・ブルトン（Champ Breton）と呼ばれる場所を通過することになった。この出来事の日付は、ル・パンがブルターニュの一部となった頃を特定するものだと言われているが、一部の人々は反対している。
中世、アンジューの開墾を行う修道士たちは、特徴のある針葉樹のそばに定住した。その場所はサン・ランベール・デュ・パン（Saint-Lambert-du-Pin）といった。
11世紀、ル・パンとロシュマントリュはロシュ・アン・ノール領の重要な地だった。ル・パン教区は1149年に初めて引用されている。1245年にロシュマントリュにあった小修道院は、アンジェのトゥサン修道院に依存していた。小修道院は男爵であり、法と正義を行う封建領主であった。1793年、ロシュマントリュはコミューンとなった。
1801年、ロシュマントリュはル・パンと合併した。ル・パンは1831年に王令によって郡庁所在地となった。ル・パンは、19世紀後半から過疎化の流行を受けた、農業の町である。21世紀初頭にはわずかな人口増加を経験している。

## 人口統計
1999年にINSEEが作成した順位表によれば、ル・パンは都市化されていない農村型コミューンである。
| 1962年 | 1968年 | 1975年 | 1982年 | 1990年 | 1999年 | 2006年 | 2011年 |
| ------ | ------ | ------ | ------ | ------ | ------ | ------ | ------ |
| 816    | 752    | 698    | 680    | 602    | 602    | 681    | 792    |

参照元:1999年までEHESS/Cassini、2004年以降INSEE